# Романовский, Виктор Александрович
Ви́ктор Алекса́ндрович Романовский (укр. Віктор Олександрович Романовський; 18 января 1890 — 16 февраля 1971) — советский историк, археограф, источниковед. Доктор исторических наук, профессор.

## Биография
Родился 18 января 1890 года в городе Глухов Черниговской губернии в семье служащего земской управы. Окончил Глуховскую гимназию (1909) и историко-филологический факультет Киевского университета (1914). Помощник заведующего (1914—1921) и заведующий (1921—1931) Центрального архива древних актов в Киеве. Преподаватель историографии на Высших женских курсах (1916—1919) и истории в Археологическом институте (1918). С 1919 года — внештатный редактор историко-библиографического словаря УАН, с 1929 года — научный работник ВУАН, с 1930 года — председатель Археографической комиссии ВУАН.
В 1931 году обвинён в «узком техницизме» и уволен с работы в Центральном архиве древних актов и в ВУАН. В 1932—1934 годах — сотрудник Киевского облплана. В 1934 был арестован по обвинению в контрреволюционной деятельности и приговорён к 5 годам исправительно-трудовых работ (реабилитирован в 1958 году). С 1940 года — преподаватель Карагандинского учительского института, с 1944 года — доцент.
Защитил докторскую диссертацию на тему: «Очерки по истории государственного хозяйства Украины в XVII веке». Профессор, заведующий кафедры истории Ставропольского педагогического института (1947—1971). Под его руководством подготовлено и защищено более 20 кандидатских и несколько докторских диссертаций.
Научную деятельность начал ещё в студенческие годы. Основной проблематикой исследований были хозяйство и финансовая система Украины 2-й половины XVII—XVIII веков. Внёс значительный вклад в развитие археографии, источниковедения и архивоведения. Ряд его работ посвящен истории Северного Кавказа.

## Сочинения
- Нариси з історії архівознавства: Історія архівної справи на Україні та принципи порядкування в архівах. Х., 1927
- Переписні книги 1666 року. К., 1933 (подготовка к печати и редактирование)
- Перепись населения Левобережной Украины 1666 года, её организация и критическая оценка. Ставрополь, 1967